# Paços (Sabrosa)
Paços es una freguesia portuguesa del concelho de Sabrosa, con 17,17 km² de superficie y 1461.habitantes habitantes (2001). Su densidad de población es de 38,7 hab/km².